# Bernhard Seidelin
Johannes Henrik Bernhard Seidelin (født 1. juni 1820 på Sct. Hans Hospital, Roskilde, død 4. maj 1863 i København) var en dansk arkitekt, der var mester for en række kendte bygningsværker i historicismens første fase. Hans hovedværker er Søetatens Pigeskole i Nyboder og Helsingør Rådhus. Han var halvbroder til Conrad Seidelin.
Bernhard Seidelin blev født 1820 som søn af overlæge ved Sct. Hans Hospital Johannes Henrik Seidelin (1786-1855) og Johanne Marie Seidelin f. Petersen. Han kom i murerlære og derefter i Kunstakademiets 1. bygningsklasse 1840, avancerede til 2. bygningsklasse 1843. Han blev optaget i arkitekturklassen (under G.F. Hetsch) december 1844, vandt den lille sølvmedalje 1846 og den store sølvmedalje 1849. Han deltog uden held i guldmedaljekonkurrencerne 1851, 1853 og 1855.
Seidelin var først elev af G.F. Hetsch, men sluttede sig senere til Michael Gottlieb Bindesbøll, der i løbet af Seidelins akademitid var i gang med opførelsen af Thorvaldsens Museum. Bindesbøll har sikkert inspireret Seidelin til at eksperimentere med murstensornamentik, som præger mange af elevens bygninger. Sammen med J.D. Herholdt var Seidelin foregangsmand i brugen af middelalderlige bygningsformer.
Seidelin kom til Kristiania 1838 og rejste desuden i Tyskland (Köln, München), Italien og Grækenland (ifølge hans opmålingstegning og rejseskitser). Han udstillede værker på Charlottenborg 1847-55, og hans tegninger var med på Rådhusudstillingen 1901.
Seidelin beskrives i samtiden som en særling, og han forblev ugift, angiveligt på grund af ulykkelig kærlighed. Han døde efter 3 måneders sygeleje på Frederiks Hospital i København, kun 42 år gammel. Han er begravet i Roskilde på Skt. Hans Hospitals kirkegård.

## Værker
- Ejendom for fabrikant Drewsen, Nørrebrogade 14, København (1847)
- Villa for justitsråd Bugge, Helsingør (1851)
- Villa for musiklærer Adolph Lund, Kochsvej 3, Frederiksberg (1852)
- Hovedbygning til Mørdrupgård, Uggerløse (1852-56)
- Villa for etatsråd Fiedler, Gammel Kongevej 119, Frederiksberg (1853)
- Sydfløj til herregården Løvenborg (1853, fredet)
- Helsingør Rådhus med arrestbygning, Stengade 59, Helsingør (1853-57)
- Tilbygning til apoteker Ipsens ejendom, Holbæk (1853-54)
- Villa for Ferdinand Monrad, Flensborg (1854)
- Villa for grosserer Schultz, Blegdamsvej 90, København (1855-56, nedrevet)
- Hovedbygning og staldanlæg, Egebjerggård, Fyn (1856, fredet)
- Ahlgade 34, Holbæk (1856)
- Søetatens Pigeskole i Nyboder, nu Bygningskulturens Hus, Borgergade 111, København (1856-59, ombygget til Søofficersskole 1869, senere ombygget, fredet)
- Albani Bryggerierne, Tværgade 19, Odense (1859)
- Forpagterbolig, Charlottedal ved Slagelse (1860)
- Lagerkælder, Albanibryggeriet, Odense (1862)

### Restaureringer og ombygninger
- Brostræde 3, Helsingør (1850)
- Matthias Hansens Gård, Amagertorv 6, København (1852)
- Ombygning for købmand Seidelin, Ahlgade 90, Holbæk (1853-55)
- Om- og tilbygning for grosserer Kirk, Stengade 70, Helsingør (1856)
- Indvendig ombygning af Gunderslevholm ved Skelby (1859)

### Projekter
- Hospital for Søetaten, Overgaden oven Vandet (udateret)
- Ombygning af Garnisonshospitalet, Rigensgade, København (1850)
- Fyrtårn på Christiansø (1854)
- Offentlig bygning på Sankt Thomas (1854)
- Toldbod sammesteds (1855)
- Hovedbygning, ladegård, porthus, Hjuleberg, Sverige (1855)
- To forslag til et blindeinstitut, Kastelsvej 60, København (1856)
- Desuden tegninger til gravmonumenter, lysekroner, standure mm.